# Chiesa di San Bassano (Pizzighettone)
La chiesa di San Bassano, nota anche come chiesa di San Bassiano è la parrocchiale di Pizzighettone, in provincia e diocesi di Cremona; fa parte della zona pastorale 2.

## Storia
La chiesa di Pizzighettone fu fondata nel 1158 da alcuni lodigiani, che erano scappati dalla loro città distrutta dalle truppe milanesi.
La chiesa venne poi menzionata nel Liber Synodalium del 1385.
Nel XV secolo l'edificio fu modificato con la costruzione delle cappelle laterali, la demolizione delle absidi e la realizzazione della facciata.
Nel 1525 venne edificata la sacrestia per volontà dell'allora parroco don Gian Giacomo Cipello, mentre nel 1533 fu eretto il nuovo campanile.
Dalla relazione della visita pastorale del 1599 del vescovo Cesare Speciano s'apprende che la chiesa era a capo d'un vicariato e che a servizio della cura d'anime c'erano l'arciprete, il parroco e dieci canonici.
Quando i piemontesi occuparono la zona, la chiesa fu adibita a magazzino militare; in seguito a questo fatto, il parroco don Giovanni Battista Santini decise nel 1733 di riparare l'edificio con l'innalzamento della navata e del livello del pavimento e con la risistemazione delle volte.
Nel 1779 i fedeli risultavano essere 1625, scesi a 1158 nel 1786 e saliti a 2328 nel 1808.
All'inizio del XIX secolo le cappelle del lato destro furono eliminate e tra il 1820 ed il 1836 l'intera struttura venne sottoposta per volere del parroco don Pietro Ambrogio Mazza a un intervento volto a restituirle l'originario aspetto romanico.
Nel 1900 la torre campanaria venne sopraelevata con la realizzazione della cuspide. Nel 1950 il prevosto mons. Luigi Severgnini ricevette dalla Fonderia Crespi di Crema 5 nuove campane, fatte rifondere dallo stato dopo la guerra. 

Il 29 settembre 1975 il vicariato di Pizzighettone, che faceva capo a questa chiesa, fu soppresso nell'ottica della riorganizzazione territoriale della diocesi, che portò all'abolizione dei vicariati e alla costituzione delle unità pastorali.
Alla fine del Novecento l'edificio venne restaurato diverse volte, come pure è accaduto all'inizio del XXI secolo.